# Zygostates apiculata
Zygostates apiculata là một loài thực vật có hoa trong họ Lan. Loài này được (Lindl.) Toscano mô tả khoa học đầu tiên năm 2001.